# Genre & Histoire
Genre & histoire est une revue numérique semestrielle de sociologie et d'histoire des femmes, créée en 2007 à l’initiative de l’association Mnémosyne.

## Objectifs
La revue est conçue comme un espace de publication ouvert au personnes s’inscrivant dans le domaine du genre avec une attention plus particulière aux étudiants de master et doctorat d’histoire, ainsi qu'à celles et ceux d'autres disciplines - sociologie, philosophie, anthropologie, géographie, sciences politiques, sciences de l’éducation, littérature, civilisations, Staps - dont les travaux comportent une dimension historique. 
Elle publie deux numéros par an, accessibles librement sur le portail OpenEdition Journals.
Elle accueille différentes rubriques, notamment des résumés de thèses, des bibliographies thématiques et des comptes rendus d'ouvrages du champ.
La plupart des numéros sont constitués de varia, mais certains numéros sont thématiques : 
- 2008, n°3, Les médiévistes et l'histoire du genre en Europe
- 2011, n°8 & 9, Voyageuses et histoire(s)
- 2013, n°12-13, Réseaux de femmes, femmes en réseaux
- 2014, n°14, Les femmes prennent la plume ; n°15, Le Genre en guerre
- 2015, n°16, Femmes sans mari (Europe, XIXe – XXe siècles)
- 2016, n°17, Genre et classes populaires, in situ
- 2017, n°19, Genre et engagement en temps de guerre (XVIe – XXIe siècles) ; n°20 Manières d’apprendre (XVIIIe – XXe siècles) : quand le genre s’en mêle
- 2018, n°21, Genre et dispenses matrimoniales ; n°22, Genre et environnement
- 2019
  - n°23, Varia
  - n°24, Genre et nations partitionnées
- 2020
  - n°25, Histoire des femmes et du genre dans les sociétés musulmanes : renouveaux historiographiques
  - n°26, Combats, débats, transmission : les 20 ans de Mnémosyne
- 2021
  - n°27, Matérialités intimes, la production quotidienne d’intimités genrées
  - n°28, Divorcer ? Les séparations matrimoniales en Europe : Antiquité, période moderne, Révolution